# Ryzyko strategiczne
Ryzyko strategiczne – ryzyko związane z podejmowaniem niekorzystnych lub błędnych decyzji strategicznych, brakiem lub wadliwą realizacją przyjętej strategii oraz ze zmianami w otoczeniu zewnętrznym i niewłaściwą reakcją na te zmiany.